# 27915 Nancywright
27915 Nancywright è un asteroide della fascia principale. Scoperto nel 1996, presenta un'orbita caratterizzata da un semiasse maggiore pari a 3,1636601 UA e da un'eccentricità di 0,1437737, inclinata di 4,96055° rispetto all'eclittica.